# Loríček zlatouchý
Loríček zlatouchý (Psittaculirostris salvadorii) je druh papouška žijící na severozápadě Nové Guiney.
Jedná se o malý druh papouška, který dorůstá délky do 19 cm a váhy jen 115 g / 118 g. Typické je převážně zeleno-žluté zbarvení peří, kromě kterého vyniká žlutá barva na "tvářích", podle níž získal své druhové označení. Barevnou pestrost doplňuje červený pruh na přední straně těla (prsou). Existují však určité barevné rozdíly mezi samci a samicemi. Zobák je černý.
Živí se nektarem, květy a hlavně plody, převážně fíkovými. Právě z toho důvodu se loríčkům říká fíkoví papoušci. Žijí v hejnech, a to i smíšených s dalšími druhy ptáků. Ve skupině žijí rovněž v době hnízdění. Hnízdí v dutinách. Vyskytuje se v nížinných tropických lesích a křovinatých mokřadech.
Je řazen mezi málo dotčené taxony.
Samice snáší dvě vejce, která jsou inkubována po dobu 25 dní.
V lidské péči v Severní Americe a Evropě je až od 70. let 20. století.

## Chov v zoo

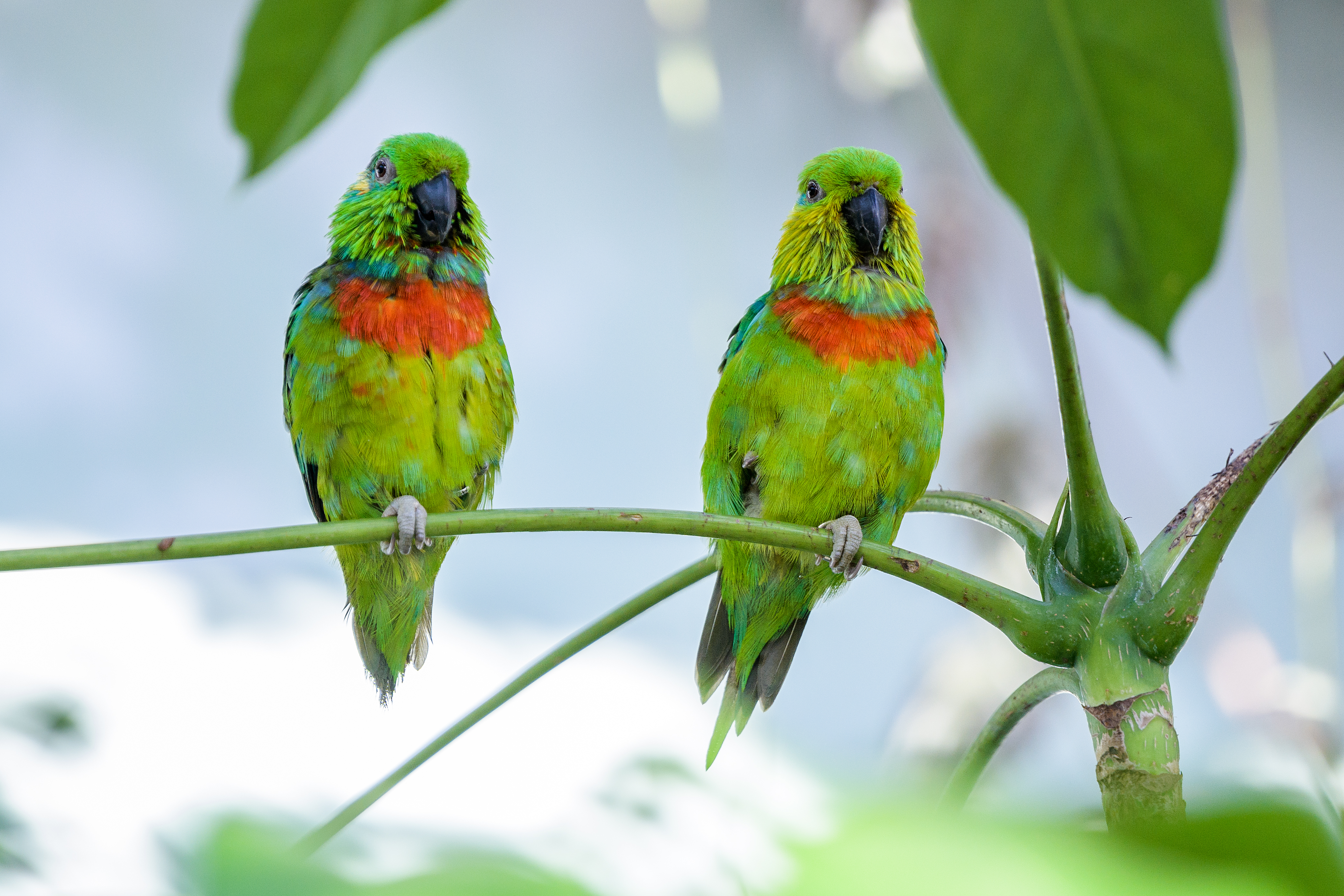
Loríčci zlatouší v Rákosově pavilonu, Zoo Praha

Jde o velmi raritní druh. V závěru roku 2019 byl v rámci Evropy chován pouze v Zoo Praha. Rovněž v minulosti byl chován jen v několika málo evropských zoologických zahradách a ptačích parcích.

### Chov v Zoo Praha
Chov loríčka zlatouchého v Zoo Praha započal v roce 2018, kdy byl dovezen pár těchto papoušků.
Od 28. 9. 2019 je k vidění v Rákosově pavilonu v dolní části zoo, konkrétně v expozici Nížinný les Nové Guineje.